# Journey (Little Glee Monsterのアルバム)
『Journey』（ジャーニー）は、2022年4月20日に発売のLittle Glee Monsterの6枚目のオリジナルアルバム 。

## 概要
前作『re-union』から約7ヶ月振り、スタジオ・アルバムとしては『BRIGHT NEW WORLD』から約2年振りとなる6枚目のスタジオ・アルバム。
- デジタル・シングル『REUNION』から、シングル『Your Name』までの収録曲7曲に新曲4曲を加えた全11曲のアルバム。
  - 前作『BRIGHT NEW WORLD』まで通常盤は、カヴァー曲やライブ音源を収録したCDが付属した2枚組だったが、本作は1枚組である。
  - 初回盤Aには、2021年に開催された全国ツアー『Live Tour 2020→2021 ＞BRIGHT NEW WORLD＜』初日公演の模様をノーカットで収録したBlu-rayと、同ツアーのライブ風景を収録したフォトブックが付属。
  - 初回盤Bには、2021年に開催された全国ツアー『Live Tour 2020→2021 ＞BRIGHT NEW WORLD＜』ファイナル公演より、18曲のライブ音源を収録したCDが付属。

- 本作は、2022年1月末に芹奈が休養を発表後に制作されたため、芹奈が参加した新曲は休養発表前にレコーディングされた『SING』のみである[2]。
- 本作をリリース後の同年7月にメンバーであった芹奈・manakaがグループを卒業したため、本作が5人体制としてリリースした最後のアルバム作品となった。

## リリース

### 形態
| 発売日        | レーベル    | 最高順位 | 販売形態 | 規格品番     | 備考    |
| ------------- | ----------- | -------- | -------- | ------------ | ------- |
| 2022年4月20日 | gr8!records | 2位      | CD+BD    | SRCL-12120/1 | 初回盤A |
| 2022年4月20日 | gr8!records | 2位      | 2CD      | SRCL-12122/3 | 初回盤B |
| 2022年4月20日 | gr8!records | 2位      | CD       | SRCL-12124   | 通常盤  |

### 特典[3]。
全てオンラインショップでも購入可能。
- 応援店舗 - 告知ポスター
- タワーレコード - オリジナルポストカード（タワーレコード ver.）
- HMV - A4クリアファイル
- TSUTAYA - フォトカード5枚セット（ソロ4種+集合1種）
- WonderGOO/新星堂 - オリジナルポストカード（WonderGOO/新星堂 ver.）
- 山野楽器 - ポストカード（山野楽器 ver.）
- セブンネットショッピング - ミニスマホスタンドキーホルダー[注 1]
- Amazon - メガジャケ
- 楽天ブックス - アクリルコースター
- Sony Music Shop - アナザージャケット[注 1]
- 一部商品は店舗によって取り扱いされていない場合がある。

## 収録曲

### CD[4]
通常盤、初回盤A,B共通
| 01           | 心に空を                   | 優里                                       | 優里                                          | 松浦晃久                      | 4:32  | MV - YouTube |  |  |
| 02           | 透明な世界                 | 渡辺拓也                                   | 渡辺拓也                                      | 渡辺拓也                      | 4:04  | MV - YouTube |  |  |
| 03           | Your Name                  | IWATSUBO KOUDAI                            | IWATSUBO KOUDAI・吹野クワガタ                 | IWATSUBO KOUDAI・吹野クワガタ | 3:38  | MV - YouTube |  |  |
| 04           | SING                       | Carlos k.                                  | Carlos K.                                     | Carlos K.                     | 3:15  |              |  |  |
| 05           | Hurry up!!                 | SHOW for Digz・Ins. Group                  | Henrik Nordenback・Christian Fast・Ellen Berg | Henrik Nordenback・Carlos K.  | 3:38  |              |  |  |
| 06           | Come Alive                 | Ashley Gordon・Junichi Hoshida・Mags Duval | Junichi Hoshida                               | Junichi Hoshida               | 3:11  |              |  |  |
| 07           | 君といれば -complete ver.- | 佐伯youthK                                 | 佐伯youthK・Carlos K.                         | 佐伯youthK・Carlos K.         | 4:48  | MV - YouTube |  |  |
| 08           | REUNION                    | 高井息吹                                   | 高井息吹                                      | 君島大空                      | 4:16  | MV - YouTube |  |  |
| 09           | Whenever you call          | IWATSUBO KOUDAI                            | IWATSUBO KOUDAI・吹野クワガタ                 | IWATSUBO KOUDAI・吹野クワガタ | 3:52  |              |  |  |
| 10           | 3月9日                     | 藤巻亮太                                   | 藤巻亮太                                      | Carlos K.                     | 4:37  | MV - YouTube |  |  |
| 11           | WONDERLAND                 | 中村泰輔・TomoLow                          | 中村泰輔・TomoLow                             | 中村泰輔・TomoLow             | 3:03  | MV - YouTube |  |  |
| 合計収録時間 | 合計収録時間               | 合計収録時間                               | 合計収録時間                                  | 合計収録時間                  | 42:50 |              |  |  |

初回盤B
Little Glee Monster Live Tour 2020→2021 ＞BRIGHT NEW WORLD＜ 2021.12.21
| #            | 曲名                   | 時間    |
| ------------ | ---------------------- | ------- |
| 01           | VIVA                   | 4:23    |
| 02           | Classic                | 4:32    |
| 03           | Don't Worry Be Happy   | 3:58    |
| 04           | 夢がはじまる           | 5:05    |
| 05           | STARTING OVER          | 4:29    |
| 06           | I WAN'NA BE LIKE YOU   | 2:50    |
| 07           | 好きだ。               | 5:29    |
| 08           | Waves                  | 3:38    |
| 09           | SPIN                   | 3:10    |
| 10           | In Your Calling        | 4:14    |
| 11           | 足跡                   | 4:57    |
| 12           | 君といれば             | 4:50    |
| 13           | 透明な世界             | 4:07    |
| 14           | Hurry up!!             | 3:36    |
| 15           | OVER                   | 3:32    |
| 16           | SAY!!!                 | 5:24    |
| 17           | 愛しさにリボンをかけて | 5:04    |
| 18           | Love Yourself          | 4:38    |
| 合計収録時間 | 合計収録時間           | 1:17:47 |

### Blu-ray[4]
初回盤A
Little Glee Monster Live Tour 2020→2021 ＞BRIGHT NEW WORLD＜ 2021.6.28
| #  | 曲名                         | 備考                 |
| -- | ---------------------------- | -------------------- |
| 01 | VIVA                         |                      |
| 02 | Classic                      |                      |
| 03 | Don't Worry Be Happy         |                      |
| 04 | 夢がはじまる                 |                      |
| 05 | STARTING OVER                |                      |
| 06 | I WAN'NA BE LIKE YOU         |                      |
| 07 | 好きだ。                     |                      |
| 08 | Waves                        |                      |
| 09 | SPIN                         |                      |
| 10 | In Your Calling              |                      |
| 11 | 足跡                         |                      |
| 12 | 君といれば                   |                      |
| 13 | REUNION                      |                      |
| 14 | だから、ひとりじゃない       |                      |
| 15 | OVER                         |                      |
| 16 | CLOSE TO YOU                 | Live Video - YouTube |
| 17 | SAY!!!                       |                      |
| 18 | Love Yourself                |                      |
| 19 | 世界はあなたに笑いかけている |                      |

## 楽曲解説
1. 心に空を
  - NHK総合ドラマ『春の翼』主題歌
  - 本作のリード曲であり、リリースに先駆けて先行配信が行われミュージック・ビデオが制作された。
  - シンガーソングライターの優里が作詞作曲を手掛けている。
2. 透明な世界
  - 18thシングル。
  - TVアニメ『半妖の夜叉姫』第2期エンディングテーマ
3. Your Name
  - 19thシングル。
  - TVアニメ『ヴァニタスの手記』第2期オープニングテーマ
4. SING
  - WOWOW『LPGA女子ゴルフツアー 2022シーズン』テーマソング。
5. Hurry up!!
  - 18thシングルのカップリング。
6. Come Alive
  - 全編英詞楽曲である。ライブで披露する際はメンバーによる生演奏の場合が多い楽曲。
7. 君といれば -complete ver.-
  - 配信シングル。
8. REUNION
  - 配信シングル。
9. Whenever you call
  - EP「re-union」収録曲。
  - スターツ『伊藤美誠・道はじぶんでつくる 2021春』編 CMソング
10. 3月9日
  - 19thシングルのカップリング。レミオロメンのカバーである。
11. WONDERLAND
  - 髙島屋「デザイン・ダイアローグ　メゾン・エ・オブジェ・パリ展」インスパイアソング
  - ミュージック・ビデオが制作された。

## ライブ映像作品
| 曲名       | 公演                                                               |
| ---------- | ------------------------------------------------------------------ |
| 心に空を   | Little Glee Monster Live Tour 2022 Journey                         |
| 心に空を   | Little Glee Monster 10th Anniversary Live                          |
| 透明な世界 | →「 透明な世界 (Little Glee Monsterの曲) § ライブ映像作品 」を参照 |
| Your Name  | →「 Your Name § ライブ映像作品 」を参照                            |
| SING       | Little Glee Monster Live Tour 2022 Journey                         |
| SING       | Little Glee Monster 10th Anniversary Live                          |
| Hurry up!! | →「 透明な世界 (Little Glee Monsterの曲) § ライブ映像作品 」を参照 |
| Come Alive | Little Glee Monster Live Tour 2022 Journey                         |
| Come Alive | Little Glee Monster Live Tour 2023 ”Fanfare“                       |
| WONDERLAND | Little Glee Monster Live Tour 2022 Journey                         |
| WONDERLAND | Little Glee Monster Live Tour 2024 “UNLOCK!”                       |

## タイアップ
| 楽曲              | タイアップ                                                                      | 起用年 |
| ----------------- | ------------------------------------------------------------------------------- | ------ |
| 心に空を          | NHK総合ドラマ「春の翼」主題歌                                                   | 2022年 |
| 透明な世界        | アニメ「半妖の夜叉姫」エンディングテーマ                                        | 2021年 |
| Your Name         | アニメ「ヴァニタスの手記」オープニングテーマ                                    | 2022年 |
| SING              | WOWOW「LPGA女子ゴルフツアー 2022年シーズン」テーマソング                        | 2022年 |
| Whenever you call | スターツ「伊藤美誠選手・道はじぶんでつくる2 021年春」篇CMソング                 | 2021年 |
| WONDERLAND        | 髙島屋「デザイン・ダイアローグ メゾン・エ・オブジェ・パリ展」インスパイアソング | 2022年 |

## テレビ出演
アルバムのリリースに前後して音楽番組に出演した。
| 番組名             | 日付      | 放送局 | 演奏曲    |
| ------------------ | --------- | ------ | --------- |
| CDTVライブ!ライブ! | 4月18日   | TBS系  | ファイト! |
| CDTVライブ!ライブ! | 4月18日   | TBS系  | 心に空を  |
| CDTVライブ!ライブ! | 5月9日    | TBS系  |           |
| CDTVライブ!ライブ! | 好きだ。  | TBS系  |           |
| CDTVライブ!ライブ! | Your Name | TBS系  |           |

## Little Glee Monster Live Tour 2022 Journey
『Little Glee Monster Live Tour 2022 Journey』は、Little Glee Monsterが2022年に開催された全国ツアー。

### 概要
- ツアーのチケットは、FC会員限定で先行抽選されその後一般販売が開始した。
- 本公演はアルバム『Journey』を引っさげてのツアーとなる予定だったが、manakaが突発性難聴による活動休止を発表したため、当初予定していたアルバムツアーからLittle Glee Monsterの音楽の歴史を一緒に紐解いていくというコンセプトに変更となった。また芹奈は、2021年末に体調を崩し、2022年1月に長期休養を発表したため本公演には不参加となった。
- 本公演は、かれん、MAYU、アサヒの3名で開催される。また、前述の通り、芹奈とmanakaが不在のため、振り付けや演出も3人用に変更され、芹奈とmanakaの歌唱パートも、3人それぞれが担当した。また、ファイナルとなった幕間メッセ・イベントホール公演をもって芹奈・manakaがグループを卒業したため、本公演が5人体制時最後のツアーとなった。

### セットリスト
東京・J:COMホール八王子公演
1. Hurry up!!
2. Don't Worry Be Happy
3. 青春フォトグラフ
4. I BELIEVE
5. 青い風に吹かれて
6. 2022メドレー[注 4]
  - 放課後ハイファイブ
  - 人生は一度きり
  - 好きだ。
  - だから、ひとりじゃない
  - 明日へ
  - 世界はあなたに笑いかけている
  - ECHO
  - 透明な世界
7. Your Name
8. いつかこの涙が（Acoustic ver.）
9. 会いにゆく（Acoustic ver.）
10. Come Alive
11. SING
12. 心に空を
13. 書きかけの未来
14. STARTING OVER
15. WONDERLAND
16. きっと大丈夫
17. SAY!!!〜全力REAL LIFE

千葉・幕張メッセ イベントホール
1. Jupiter[注 4]
2. Hurry up!!
3. 青春フォトグラフ
4. I BELIEVE
5. 青い風に吹かれて
6. いつかこの涙が（Acoustic ver.）
7. 会いにゆく（Acoustic ver.）
8. Come Alive
9. 2022メドレー幕張SP ver.[注 4]
  - 放課後ハイファイブ
  - 人生は一度きり
  - 好きだ。
  - 私らしく生きてみたい
  - はじまりのうた
  - 明日へ
  - だから、ひとりじゃない
  - OVER
  - 足跡
  - ECHO
  - 透明な世界
  - 君といれば
10. Waves
11. Your Name
12. SING
13. 心に空を
14. 書きかけの未来
15. magic!
16. WONDERLAND
17. STARTING OVER
18. SAY!!!〜全力REAL LIFE
19. 世界はあなたに笑いかけている[注 4]

### 日程
- ※は振替公演

| 年     | 公演日   | 曜日 | 都市     | 会場                               | 備考 |
| ------ | -------- | ---- | -------- | ---------------------------------- | --- |
| 2022年 | 4月28日  | 木曜 | 東京都   | J:COMホール八王子                  | |
| 2022年 | 5月5日   | 木曜 | 宮城     | 東京エレクトロンホール宮城         | 2022年3月16日の深夜に東北地方を中心に発生した地震の影響により、会場である東京エレクトロンホール宮城に破損・欠損が生じ会場の使用が不可となったため中止。だが、振替会場・日程を調整し開催される。 |
| 2022年 | 5月6日   | 金曜 | 宮城     | 東京エレクトロンホール宮城         | 2022年3月16日の深夜に東北地方を中心に発生した地震の影響により、会場である東京エレクトロンホール宮城に破損・欠損が生じ会場の使用が不可となったため中止。だが、振替会場・日程を調整し開催される。 |
| 2022年 | 5月11日  | 水曜 | 京都府   | ロームシアター京都 メインホール    | 5月11日、MAYUが新型コロナウイルスに感染したことが発表されそれに伴い、京都・福岡・熊本公演が延期となった。                                                                                       |
| 2022年 | 7月9日※  | 土曜 | 京都府   | ロームシアター京都 メインホール    | 5月11日、MAYUが新型コロナウイルスに感染したことが発表されそれに伴い、京都・福岡・熊本公演が延期となった。                                                                                       |
| 2022年 | 5月14日  | 土曜 | 福岡県   | 福岡サンパレス ホテル&ホール       | 5月11日、MAYUが新型コロナウイルスに感染したことが発表されそれに伴い、京都・福岡・熊本公演が延期となった。                                                                                       |
| 2022年 | 7月11日※ | 月曜 | 福岡県   | 福岡サンパレス ホテル&ホール       | 5月11日、MAYUが新型コロナウイルスに感染したことが発表されそれに伴い、京都・福岡・熊本公演が延期となった。                                                                                       |
| 2022年 | 5月15日  | 日曜 | 熊本県   | 市民会館シアーズホーム夢ホール     | 5月11日、MAYUが新型コロナウイルスに感染したことが発表されそれに伴い、京都・福岡・熊本公演が延期となった。                                                                                       |
| 2022年 | 6月30日※ | 木曜 | 熊本県   | 市民会館シアーズホーム夢ホール     | 5月11日、MAYUが新型コロナウイルスに感染したことが発表されそれに伴い、京都・福岡・熊本公演が延期となった。                                                                                       |
| 2022年 | 5月26日  | 木曜 | 神奈川県 | 神奈川県民ホール                   | |
| 2022年 | 5月27日  | 金曜 | 神奈川県 | 神奈川県民ホール                   | |
| 2022年 | 6月3日   | 金曜 | 北海道   | カナモトホール                     | |
| 2022年 | 6月8日   | 水曜 | 愛知県   | 名古屋国際会議場センチュリーホール | |
| 2022年 | 6月9日   | 木曜 | 愛知県   | 名古屋国際会議場センチュリーホール | |
| 2022年 | 6月25日  | 土曜 | 岡山県   | 倉敷市民会館                       | |
| 2022年 | 7月5日   | 火曜 | 大阪府   | オリックス劇場                     | |
| 2022年 | 7月6日   | 水曜 | 大阪府   | オリックス劇場                     | |
| 2022年 | 7月13日※ | 水曜 | 宮城県   | 仙台サンプラザホール               | 3月に東北地方を中心に発生した地震による影響で中止となった5月5,6日（東京エレクトロンホール宮城）公演の振替公演。                                                                                 |
| 2022年 | 7月24日  | 土曜 | 千葉県   | 幕張メッセ イベントホール          | |
| 2022年 | 7月25日  | 日曜 | 千葉県   | 幕張メッセ イベントホール          | |